# Kumonga
Kumonga (jap. クモンガ; ang. Spiega) – fikcyjny gigantyczny potwór (kaijū), o wyglądzie jadowitego pająka, występujący w japońskich filmach fantastycznonaukowych wytwórni Tōhō. Nazwa potwora nawiązuje do japońskiego tłumaczenia słowa pająk (jap. クモ kumo).

## Historia

### Seria Shōwa
Kumonga w Synie Godzilli żył na odludnej wyspie Solgell przeznaczonej jako placówka badawcza ONZ. Swe legowisko miał w dolinie Kumonga, w której znajdowały się lecznicze wody. Prawdopodobnie tak jak Kamacuras stał się gigantyczny w wyniku nieudanego eksperymentu pogodowego, który spowodował radioaktywny deszcz.
Kumonga został zbudzony z letargu podczas potyczki Minyi z jednym z Kamacurasów. Jego pierwszym celem stali się ludzie przebywający na wyspie, a następnie Minya i Kamacuras, którzy wpadli w jego sieci. Pająk zabił jadem Kamacurasa i chce zrobić to samo z Minyą, gdy na pomoc przybywa Godzilla. Podczas walki uszkodził oko wrogowi i oplótł go siecią. Ostatecznie Godzilla z pomocą Minyi zabił Kumongę.
Prawdopodobnie drugi osobnik z gatunku Kumongi pojawił się w Zniszczyć wszystkie potwory, gdzie żył w specjalnie stworzonym na archipelagu Ogasawara środowisku dla potworów – Wyspie Potworów. Ich spokój na wyspie zakłócili Kilaakowie, rasa kosmitów, która planowała podbić Ziemię. W tym celu przejęli oni kontrolę nad ziemskimi potworami i wysłali je, by niszczyły ludzkie miasta. Po zniszczeniu przez załogę Moonlight SY-3 urządzenia kontrolnego Kilaaków Kumonga jest widziany przed rozpoczęciem się finałowej bitwy u stóp góry Fudżi, gdzie u boku Godzilli, Anguirusa, Gorozaura, Rodana, Minyi i larwy Mothry stoczył zwycięską bitwę z Królem Ghidorą. Po zabiciu Ghidory wspólnie z Mothrą pokrył go pajęczą siecią. Gdy inwazja Kilaaków została zdławiona, Kumonga wraz z innymi potworami wrócił na archipelag Ogasawara, gdzie żył w spokoju.
Kumonga pojawił się jeszcze w Rewanżu Godzilli oraz Godzilli kontra Giganie (w obu wyłącznie w scenach zapożyczonych z wcześniejszych filmów) jako bywalec Wyspy Potworów.

### Seria Millenium
Kumonga wystąpił w filmie Godzilla: Ostatnia wojna jako jeden z potworów atakujących cały świat. Celem Kumongi była Arizona. Wraz z innymi potwora został teleportowany nagle przez kosmitów zwanych Xilieniami, chcących ocalić Ziemian. Jednak okazało się, że to Xilieni stali za atakami potworów jako część planów podbicia Ziemi. Doktor Miyuki Otonashi wykazała, że Kumonga i inne potwory mają w sobie zasadę M (jap. M塩基 M Enki; ang. M-Base), dzięki czemu Xilieni mogą je kontrolować. W odpowiedzi Siły Obrony Ziemi (oryg. Earth Defense Force) wypuściły z Obszaru G (oryg. Area G) Godzillę, gdyż ten jest pozbawiony zasady M i może stanowić największą obronę Ziemi. Dowódca Xilienów rozkazał teleportowanie Kumongi do Nowej Gwinei, gdzie starł się z przybyłym Godzillą. Kumonga kilkakrotnie oblepił go sieci z pajęczyny. Gdy chciał obryzgać Godzillę pajęczynową wydzieliną, ten w ostatniej chwili złapał ją i kręcąc nią jak lasso wyrzucił Kumongę w dal.

### Inne występy
W książce Gojira Kaijū Mokushiroku Renjiego Ōkiego i Gena Urobuchiego, stanowiącej prequel do filmu Godzilla: Planeta potworów Kumonga wraz z Kamacurasami żył w Stanach Zjednoczonych i razem podążały za Godzillą. W jej kontynuacji tych samych autorów, Gojira Purojekuto Mekagojira, w 2040 roku mniejsze osobniki były obecne w Północnej Afryce, zaś podgatunek Kumogi żył na terenie Brazylii.
Gdy pojawiły się zwiastuny do filmu Godzilla II: Król potworów spekulowano, że Kumonga zaliczy tam występ, jednak w samym filmie był to zupełnie inny potwór o imieniu Scylla. Prawdopodobnie był rozważany jego udział w filmie, gdyż pojawił się na grafikach koncepcyjnych.
W serialu anime Godzilla: Singular Point Kumonga był podobnym do ligii oceanicznej pasożytem żyjącym w Mandzie. Wydostał się na wolność, gdy martwy Manda został wyrzucony na brzeg morza. Rój schronił się przy okolicznym porcie jachtowym. Jet Jaguar z załogą Gorō Ōtakiego przypuścili atak, odkrywając więcej stawonogów. Z trudem udaje im się je zabić i docierają do hangaru, gdzie znajduje się gniazdo Kumong. Jednak zabite Kumongi mają zdolność regeneracyjne i ożywiają mutując się podtrzymującym ich śluzem. W hangarze odkrytych zostaje ok. 20 potworów, a także zwinięte w kokony ich ludzkie ofiary. Po uwolnieniu wciąż żyjącego mężczyznę załogi Ōtakiego ledwo uciekają z przystani uprzednio prowadząc do eksplozji. Latające Kumongi przybywają ratować gniazdo, zaś Jet Jaguar z niskim poziomem baterii stara się odeprzeć resztę bestii. Wkrótce i on ratuje się ucieczką.